# Craig T. Nelson

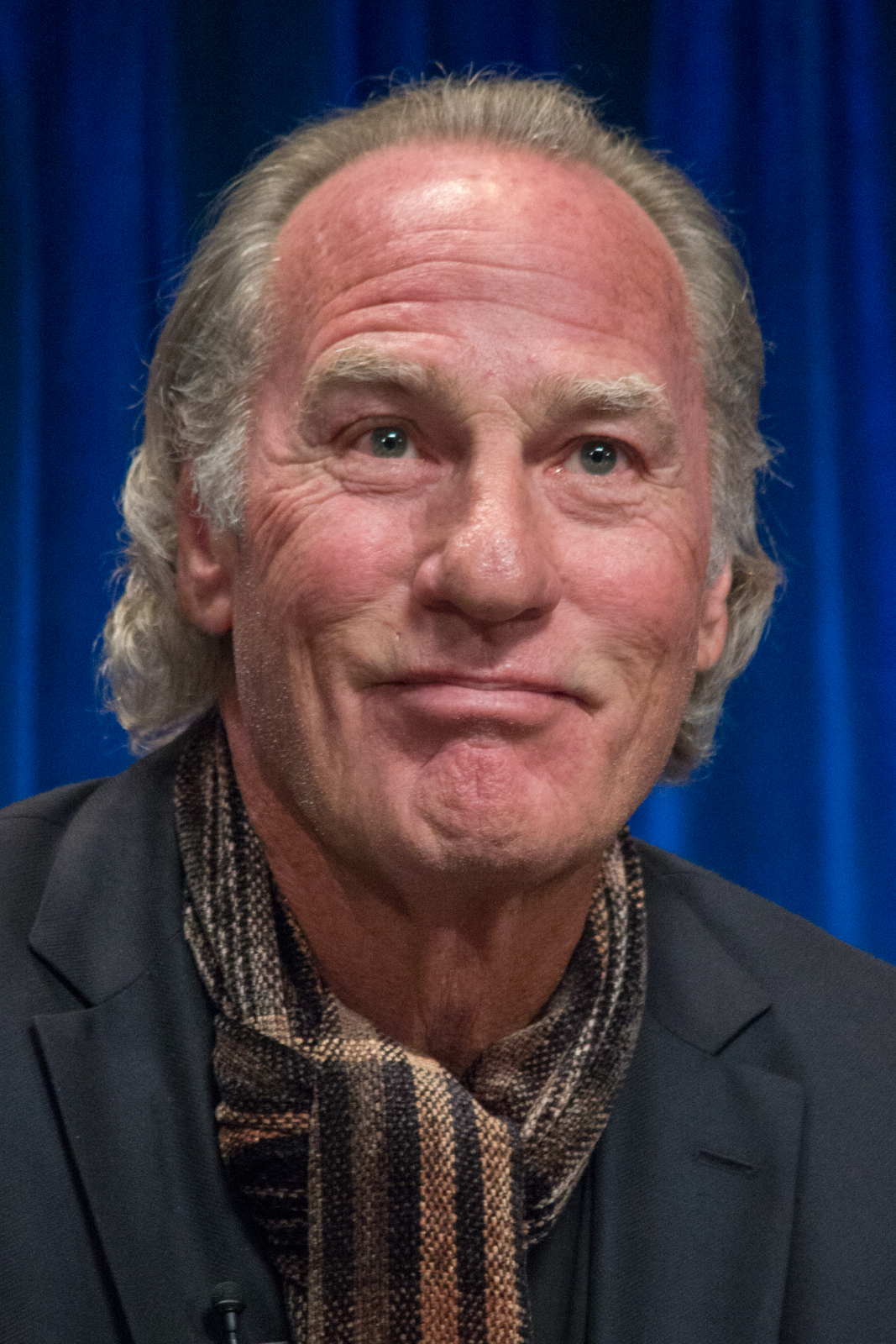
Craig T. Nelson (2013)

Craig Theodore Nelson (* 4. April 1944 in Spokane, Washington) ist ein US-amerikanischer Schauspieler. Bekannt wurde er vor allem durch sein Mitwirken an den Fernsehserien Mit Herz und Scherz (1989–1997), The District – Einsatz in Washington (2000–2004) und Parenthood (2010–2015).
Das „T“, das in seinen Namen für Theodore steht, wurde hinzugefügt, da bereits ein anderer Schauspieler als „Craig Nelson“ bei der Screen Actors Guild als Mitglied eingetragen war.

## Karriere
Nelson tritt seit Beginn der 1970er Jahre als Schauspieler für Film und Fernsehen in Erscheinung. Sein Schaffen umfasst mehr als 90 Produktionen. Von 1989 bis 1997 spielte er eine der Hauptrollen in der Serie Mit Herz und Scherz, für die er auch als Regisseur tätig war. 1992 gewann er für seinen schauspielerische Leistung einen Emmy, außerdem wurde er vier Mal für den Golden Globe nominiert. Zuvor hatte er eine tragende Rolle von 1984 bis 1985 in Air Force inne. Weitere langjährige Serienbeteiligungen hatte er bei The District – Einsatz in Washington (2000–2004)  und Parenthood (2010–2015). Seit 2019 tritt er regelmäßig bei Young Sheldon auf.
Aufgrund seiner äußeren Erscheinung (1,92 m Größe) wird Nelson häufig für starke, selbstbewusste und charismatische Charaktere besetzt. Der Figur des Mister Incredible in dem Pixar-Animationsfilm Die Unglaublichen – The Incredibles (2004), der er in der Originalfassung auch seine Stimme lieh, sind die Züge seiner Erscheinung deutlich anzusehen. Mit seiner Rolle in der Serie My Name Is Earl parodierte er den von ihm sonst dargestellten Rollentypus und mimte einen hilflosen Gefängnisdirektor, der von seiner Frau gegängelt wird.

## Privatleben
Nelson ist seit 1987 mit seiner zweiten Frau, der Schauspielerin Doria Cook-Nelson, verheiratet. Aus der Ehe mit seiner ersten Frau Robin hat er drei Kinder.

## Filmografie (Auswahl)

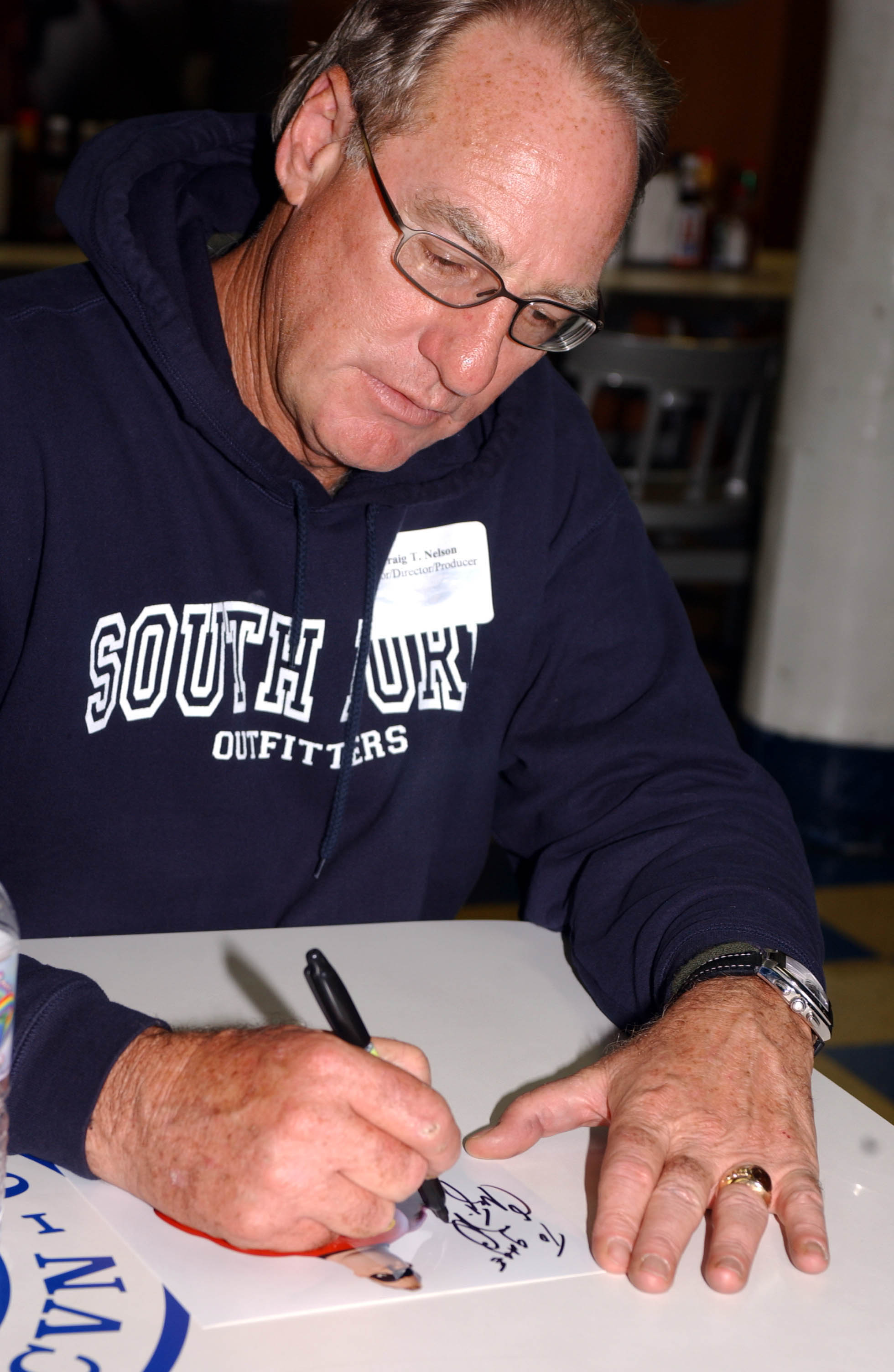
Craig T. Nelson (2004)

- 1978: Drei Engel für Charlie (Charlie’s Angels; Folge: Kies und Diamanten)
- 1979: … und Gerechtigkeit für alle (…And Justice for All)
- 1980: Schütze Benjamin (Private Benjamin)
- 1980: Zwei wahnsinnig starke Typen (Stir Crazy)
- 1980: Blast – Wo die Büffel röhren (Where the Buffalo Roam)
- 1980: Die Formel (The Formula)
- 1982: Poltergeist
- 1982: Chicago Story (Fernsehserie, 13 Folgen)
- 1983: Der richtige Dreh
- 1983: Silkwood
- 1983: Das Osterman Weekend (The Osterman Weekend)
- 1984: The Killing Fields – Schreiendes Land (The Killing Fields)
- 1984–1985: Air Force (Call to Glory, Fernsehserie, 23 Folgen)
- 1986: Poltergeist II – Die andere Seite (Poltergeist II: The Other Side)
- 1988: Action Jackson
- 1989: Die Wilde von Beverly Hills (Troop Beverly Hills)
- 1989: Scott & Huutsch (Turner & Hooch)
- 1989–1997: Mit Herz und Scherz (Coach, Fernsehserie, 198 Folgen)
- 1993: American Inferno (The Fire Next Time)
- 1996: Ich bin nicht Rappaport (I’m Not Rappaport)
- 1996: Das Attentat (Ghosts of Mississippi)
- 1997: Im Auftrag des Teufels (The Devil’s Advocate)
- 1998: Creature – Tod aus der Tiefe (Creature)
- 2000: The Skulls – Alle Macht der Welt (The Skulls)
- 2000–2004: The District – Einsatz in Washington (The District, Fernsehserie, 89 Folgen)
- 2004: Die Unglaublichen – The Incredibles (The Incredibles, Stimme)
- 2005: Die Familie Stone – Verloben verboten! (The Family Stone)
- 2007: Die Eisprinzen (Blades of Glory)
- 2007: My Name Is Earl (Fernsehserie, 4 Folgen)
- 2009: CSI: NY (Fernsehserie, 3 Folgen)
- 2009: Selbst ist die Braut (The Proposal)
- 2009: Monk (Fernsehserie, Folgen 8x15–8x16)
- 2010: Company Men (The Company Men)
- 2010–2015: Parenthood (Fernsehserie, 91 Folgen)
- 2011: Soul Surfer
- 2013: Hawaii Five-0 (Fernsehserie, Folge 3x23)
- 2015: Der Knastcoach (Get Hard)
- 2015: Grace and Frankie (Fernsehserie, 5 Folgen)
- 2016: Gold – Gier hat eine neue Farbe (Gold)
- 2018: Die Unglaublichen 2 (Incredibles 2, Stimme)
- 2018: Book Club – Das Beste kommt noch (Book Club)
- 2019–2024: Young Sheldon (Fernsehserie, 27 Folgen)
- 2023: Book Club – Ein neues Kapitel (Book Club: The Next Chapter)
- seit 2024: Georgie & Mandy (Georgie & Mandy’s First Marriage, Fernsehserie)